# Лангерхансова острвца
Лангерхансова острвца су подручја панкреаса (гуштераче) која садрже ендокрине ћелије (које производе хормоне панкреасе) груписане у облику острваца разбацаних по егзокрином панкреасу, распоређенених између његових мешкова (највише у репу панкреаса). Откривена су 1869. од стране немачког патолога и анатома Пола Лангерханса по коме су и добила име.

## Физиологија
Егзокрина функција
Панкреас је жлезда са егзокриним лучењем ензима који играју виталну улогу у:
- неутрализацији киселине која из желуца доспева у дуоденум, чиме се спречава оштећења слузокоже дуоденума и црева,
- процесу разбијања макромолекуларних хранљиве материје - протеине, масти и скроба - у мање честице које могу да се апсорбује преко слузокоже црева у крв.

Ендокрина функција
Поред тога што је егзокрина жлезда, панкреас је и ендокрина жлезда која лучи важне хормоне - инсулин и глукагона- који играју виталну улогу у метаболизму липида и угљених хидрата. Ови хормони су у организму неопходни за одржавање нормалног нивоа концентрације глукозе у крви.

## Хистологија
Панкреас је подељен у режњеве преградама које се састоје од везивног ткива. Режњеви се састоје углавном од гроздастих структура егзокриних ћелија које се зову ацинуси и које луче дигестивне ензиме. Егзокрини секрет из ацинуса се сукцесивно креће кроз интеркаларне и интралобуларне канале, нтерлобуларне цеви да би коначно кроз главни панкреасни канала доспео у дуоденум.
По целом ткиву егзокриног панкреаса распоређена су Лангерхансова острвца, ендокрина компонента панкреаса. Острвца садрже више типова ћелија (алфа, бета и делта) богато васкуларизованих, што омогућаваја добар и брз унос хормона у циркулацију. Иако Лангерхансова острвца чине око 1 до 2% масе панкреаса, 10 до 15% протока крви панкреаса обавља се у острвцима. Код здраве одрасле особе у његовом панкреасу постоји око милион острваца, чија је појединачна маса од 1 до 1,5 грам.
Лангерхансова острвца су разбацана по егзокрином панкреасу и смештена су између његових мешкова, највише у репу панкреаса. У стандардном хистолошком препарату делова панкреаса, острвца се приказују као релативно бледо обојене групе ћелија уграђен у мору тамније обојеног егзокриног ткива. Слика са десне стране приказује острвца у панкреасном ткиву. Панкреасна острва састоје се из више врста ћелија, од којих свака производи другачије ендокрине производе:
| Врста ћелија   | Скрачени назив | Функција |
| -------------- | -------------- | --- |
| Алфа ћелије    | α-ћелија       | Луче хормон глукагона. Оне чине 15% до 20% од укупног броја ћелија острваца. |
| Бета ћелије    | β-ћелије       | Луче инсулин и најзаступљеније су ћелије у острвцима. Оне чине 65% до 80% од укупног броја ћелија острваца.                                                                                   |
| Делта ћелије   | δ-ћелија       | Луче хормон соматостатин. Оне чине 3% до 10% од укупног броја ћелија острваца. |
| ПП ћелије      | F ћелије       | Луче панкреасне полипептиде. Оне чине 3% до 5% од укупног броја ћелија острваца. |
| Епсилон ћелије | ξ-ћелија       | Луче грелин (недавно откривен пептидни хормон, који поседује особине гонадотропина и хормона других метаболичких и ендокриних функција. Оне чине мање од 1% од укупног броја ћелија острваца. |

Интересантно је да се различити типови ћелија унутар острваца различито распоређују - бета ћелије заузимају централни део острвца и окружени су „кором“ алфа и делта ћелије. Осим инсулина, глукагона и соматостатина, низ других „мање значајних“ хормона који су идентификовани као производ Лангхансових ћелија.
Лангерхансова острвца су инервисана од стране парасимпатичког и симпатијчког неурона, преко којих се нервни сигнали, јасно модулирани, регулишу лучење инсулина и глукагона.

## Ендокрина функција Лангерхансових острваца
Лангерхансова острвца су одговорна за ендокрину функцију која се огледа у раду ендокриних ћелија груписаних у овим острвцима. Лангерхансова острвца се сатоје из три типа ћелија: алфа, бета и делта. Бета ћелије излучују хормон инсулин (лат. insula  - острво), док алфа ћелије излучују глукагон. Инсулин и глукагон поседују антагонистичка дејства: док инсулин смањује концентрацију глукозе у крви, глукагон је повећава. Делта ћелије луче хормон соматостатин који ихибира секрецију осталих хормона. Такође панкреас секретује још један хормон амилин, који регулише брзину ресорпције у гастроинтестиналоом систему.
Повећана концентрација глукозе (шећера) у крви доводи до појачаног лучења инсулина под чијим дејством се смањује ниво шећера у крви. Када се ниво глукозе смањи на нормалу, смањује се и лучење инсулина. Међутим, када се инсулин недовољно излучује или постоји резистенција на њега долази до нагомилавања глукозе у крви или хипергликемије (са вредностима глукозе већим од 6,66 mmol/l) што доводи до шећерне болести (лат. diabetes mellitus).

### Паракрина повратна спрега
Паракрини систем повратне спреге информација у Лангерхансовим острвцима има следећу улогу:
- Инсулин: активира бета ћелије и спречава лучење алфа ћелија
- Глукагон:активира алфа ћелије које затим активирају бета ћелије и делта ћелије. Глукагон се сматра антагоснистичким хормоном инсулину. Повећање лучења глукагона је праћено падом лучења инсулина и обрнуто.
- Соматостатин: инхибира алфа и бета ћелије и инхибише лучење инсулина и глукагона.

- Острво миша имуно обојено на полипептид панкреаса
- Острво миша имуно обојено на инсулин
- Острво миша имуно обојено на глукагон

Одржавање равнотеже између инсулина и гликозе је веома прецизно. Само несметано функционисање паракрине повратне везе обезбеђује одржавање енергетске равнотеже и правилну исхрањеност организма.
Према најсавременијим сазнањима о главном инкретину-хормону – GLP-1, посебно је значајна улога овог хормона у регулацији секреције инсулина, преко дејства на бета и алфа ћелије панкреаса. Најпотентнији глукоинкретин-хормон, GLP-, стимулише секрецију инсулина зависну од нивоа гликозе и при еугликемији, односно GLP-1 игра главну улогу у ентероинсулинској осовини. Дејство GLP-1 на ћелије D и бета-ћелије непосредно је, док је дејство на алфа-ћелије посредно, односно GLP-1 инхибише лучење глукагона паракриним механизмом путем стимулације лучења соматостатина.
Познато је да GLP-1 „дозвољава“, у активацији гликозе, да се повећа секреција инсулина из бета ћелија, односно GLP-1 може „опремити“ бета ћелије да буду гликозно компетентне.
Он такође стимулише биосинтезу проинсулина (транскрипцију гена за инсулин), стимулише секрецију инсулина, а најновија истраживања указују да стимулише пролиферацију и неогенезу бета ћелија ендокриног панкреаса.
Такође он стимулише лучење соматостатина, а на алфа ћелије панкреаса делује тако што инхибише секрецију глукагона. Међутим, нејасно је да ли GLP-1 инхибише секрецију глукагона непосредним дејством на алфа ћелије или познатим паракриним ефектима инхибиције инсулина и соматостатина на алфа ћелије.

## Трансплантација панкреаса у лечењу дијабетеса
Трансплантација панкреаса је оптимални облик савремене супституционе терапије дијабетеса типа 1 којим би могла да се постигне инсулинске независност болесника. Према препорукама Америчке асоцијације за дијабетес трансплантација ендокриног панкреаса је прихваћена као терапијска метода, која има за циљ да: поправи квалитет живота болесника са дијабетесом, елиминише потребу за давањем инсулина и честим контролама гликемија, елиминише акутне компликације као и да спречава појаву или успори напредовање касних компликација дијабетеса. Трансплантација ендокриног панкреаса се може извршити;
Трансплантацијом целог панкреаса
Прва трансплантација људског панкреаса у циљу лечења пацијената са дијабетесом тип 1 извршена је 1966. у Минесоти, САД. Према подацима Интернационалног Регистра за трансплантацију панкреаса до сада је обављено око 20.000 трансплантација. Једногодишња потпуна независност од примене инсулина уз нормалну јутарњу гликемију и нормалне или само благо повишене вредности гликозилираног хемоглобина (ХбА1ц), забележена је код 80% пацијената код којих је панкреас истовремено трансплантиран са бубрегом.
Трансплантација сегмената или хуманих адултних острваца ендокриног панкреаса
Ослобађање очуваних острваца панкреаса од његовог околног ткива врши се ензимском дигестијом применом колагеназе. Изолација хуманих адултних острваца врши се: неаутоматским или аутоматским методом. За постизање инсулинске независности неопходна је трансплантација око 500.000 острваца, која се пресађују преко вена јетре. Након пресађивања неопходна је имуносупресивна терапија. Инсулинска независност се постиже у око 32% пацијената, а преживљавање трансплантираних изолованих острваца и инсулинска независност трајала је у просеку 6 година.
Трансплантацијом изолованих феталних или адултних острваца ендокриног панкреаса
Ову врсту трансплантације карактерише примена феталног ендокриног панкреаса или ендокриног дела феталног панкреаса који има способност за даљи раст и развој. Преостали део панкреаса подлеже разградњи у току припреме и након трансплантације.
Ова методу карактерише мала запремина трансплантираног ткива, једноставност примене уз минималну хируршку интервенцију.
Доступност феталног ткива је нажалост ограничена и захтева поштовање строгих етичких правила. Инсулинска независност након примене хуманих феталних острваца није забележена, али је постигнут значајно смањења дозе инсулина (за око 30%) уз стабилну контролу нивоа гликемије (у трајању од око 6 месеци) и успоравање напредовања промена на крвним судовима оку, срцу, бубрегу и неравима.
Док се трансплантација целог панкреаса показала као веома ефикасна у одржавању еугликемије она је повезана са значајним ризиком од оперативних и постоперативних компликација. Трансплантација острваца је атрактивнија као мање инвазивна алтернатива у односу на трансплантацијеу целог панкреаса и има перспективу у будућност ако се изврши имуносупресија применом предтрансплантационе културе.
Трансплантацијом острваца међутим, не може се увек постићи одржив ниво глукозе у крви и потпуна контроле неопходне за смањење ризика од секундарних компликација дијабетеса а пацијент се излаже негативним ефектима имуносупресије. Иако је напредак недавних истраживања довело до увећања стопе инсулинске независност после трансплантације острваца, даљим развојем истраживања потребно је да се побољша дугорочна одрживост и функција острваца и задржи побољшана контрола глукозе током времена.